# 猊鼻渓
猊鼻渓（げいびけい）は、岩手県一関市東山町にある砂鉄川沿いの渓谷。日本百景の一つに選ばれており、1925年（大正25年）に国の名勝に指定されている。

## 概要

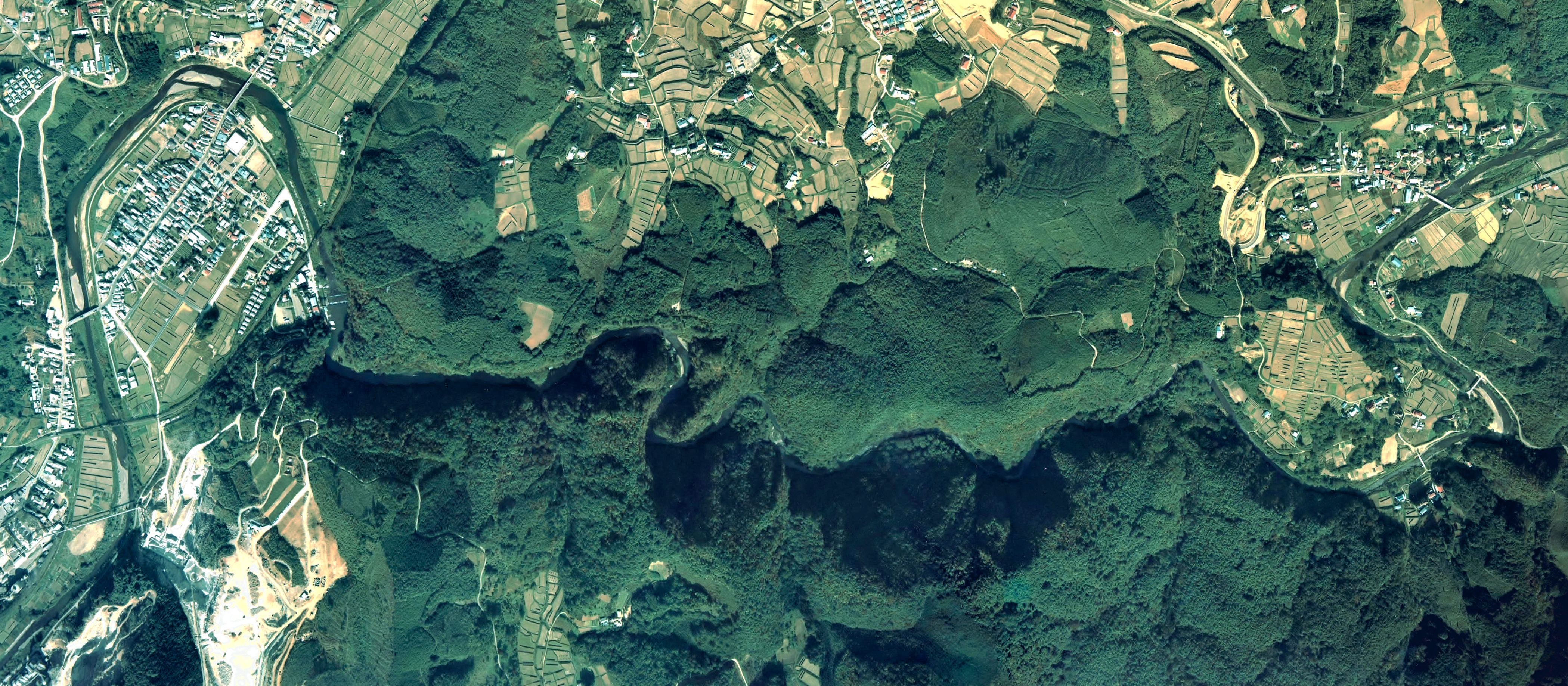
猊鼻渓周辺の空中写真。画像右側（東）より左方向（西）へ流れる砂鉄川が、カルスト台地を東西に貫いて侵食し、深い谷が形成されている様子が分かる。1977年撮影の2枚を合成作成。

猊鼻渓のある砂鉄川は一関市の北東部にある鷹ノ巣山を源とする川で、一関市東山町長坂付近で南部北上山系に分布する古生代の石灰岩層を節理面に沿って侵食し渓谷を形成している。峡谷は高さ数十メートルから百メートルほどの絶壁が約2キロメートルにわたって連なる。紅葉の他、藤の名所としても名高い。
名称の由来は、この渓谷の上流部南側にある突き出たこぶ状の鍾乳石で、これが猊（獅子）の鼻に似ていることから「猊鼻渓」と名付けられた。
渓谷は巨石や奇岩が連続し、周囲は赤松をまじえた広葉樹林に覆われている。げいび観光センターによって舟下りの遊覧が行われており、船頭の猊鼻追分（げいび追分）でも知られる。
上流側から大きな鏡を立てかけたような「鏡明岩」、藤のつるが絡みついた「藤岩」、顔のようにみえる「凌雲岩」、水面上に張り出して雨宿りに利用されたと伝わる「あまよけの岩」、左岸の「壮夫岩」と右岸の「少婦岩」からなる「夫婦岩」、紅葉の季節に赤や黄色の葉に覆われる「錦壁岩」、岩の稜線にある松の木々が馬のたてがみに見える「馬鬣岩（ばりょういわ）」、猊鼻渓の名称の由来となった「獅子ケ鼻」、暗色部が帯状に見える「仙帯岩」、舟下りの最奥に位置する大岩壁の「大猊鼻岩」などがある。
1925年（大正14年）10月8日に、国の名勝に指定された。また、1927年（昭和2年）には毎日新聞社主催の日本百景に選定された。

## 歴史
同じ村に住んでいて、その処を知らぬ人さえ、かなりあったと伝えられている。
この仙境を隠したのは、旧藩時代、たまたま藩吏などが探勝に来る度に、いつも地方民は多大の労力を強いられたので、人々はその負担に堪えかねて、風土記にも、絵画図にも表さなかった。1775年（安永4年）安永風土記の「長坂村お書上げ」には、砂鉄川が「大原川」と記載されているが、肝心の猊鼻渓については、長坂村、同村・本郷のどちらの「お書上げ」にも記載されていない。一関市大東町渋民の芦東山ですら足を運んでいない。
佐藤猊巌(さとう げいがん)は父佐藤洞潭(さとう どうたん)の志を継ぎ、師の岡鹿門を招くとともに、猊鼻渓の開発を唱え、下記の文人墨客を招いた。

### 猊鼻渓を訪れた文人墨客
- 岡鹿門 (おか ろくもん) 漢学者
- 蓑虫山人 (みのむしさんじん) 画家
- 宮沢賢治 (みやざわ けんじ) 詩人、童話作家
- 細谷芝圃 (ほそや しばほ) 画家
- 須田古竜 (すだ こりゅう) 漢詩人・郷土史家
- 二条基弘 (にじょう もとひろ) 華族
- 亀谷天尊 (かめたに てんそん) 思想家
- 大槻文彦 (おおつき ふみひこ) 国語学者
- 永田秀次郎 (ながた ひでじろう) 政治家
- 朝香宮 (あさかのみや) 皇族(宮家)
- 閑院宮 (かんいんのみや) 皇族(世襲親王家)
- 伏見宮 (ふしみのみや) 皇族(世襲親王家)
- 田山花袋 (たやま かたい) 小説家
- 久保天随 (くぼ てんずい) 漢学者
- 奥宮正治 (おくみや まさはる) 漢詩人・仙台控訴院検事 号・南鴻(なんこう)
- 新渡戸仙岳 (にとべ せんがく) 岩手日報社・ジャーナリスト
- 大須賀筠軒 (おおすが いんけん) 第二高等学校教員
- 早井春帆 (はやい しゅんぱん) 漢詩人・幕府砲術将校
- 白井鹿山 (しらい ろくざん) 盛岡師範学校教授
- 田口運甓 (たぐち うんぺん) 教員
- 松田淞雨 (まつだ しょうう) 漢詩人
- 井上円了 (いのうえ えんりょう) 東洋大学創設者 号・甫水
- 島地黙雷 (しまじ もくらい) 仏教家 号・雨田(うでん)

### 猊鼻渓開発の成就
猊鼻渓を構成する砂鉄川の渓口に発電所の設置が地元から出願されて実現が濃くなり、この徴候に対し猊巌は、渓峡の保存は、法によるしかないと決意し、三好学博士に訴えて踏査を請い、開発運動を展開した。

### 猊鼻渓の名称はいつ頃つけたのか
最初に猊鼻渓を世に知らしめたのは関養軒だということ、全国的に宣伝したのは蓑虫山人(みのむし さんじん)である。1834年(天保5年)関養軒が「陸奥郡郷考・下巻」の史跡吟詠では「東山大夫岩」となっている。1846年(弘化3年)森中和「図巻引」に「獅鼻状者故世俗総称獅鼻岩」とある。1898年(明治31年)より1902年(35年)頃まで、須田古龍「猊鼻岩」・岡鹿門「獅鼻岩」、松本凌雲「翠雲記獅鼻」、瀬野旭東「獅こく」星氷揚「猊岩」等が、磐井郷土史等に見られる猊鼻渓の呼び方になっている。1909年(明治42年)の「鹿山遺稿」に名を連ねた詩人、1909年(明治43年)「芦東山135年祭」に来遊した詩人、前後合わせて20数名が来遊している。この人達は名称を付けられたあとの来遊で、猊鼻渓内の景勝一つ一つに詩歌を詠じている。これを見ると猊鼻渓という名称を付けたのは、明治35年から同40年までの間と推測される。

## 伝説
猊鼻渓の獅子ヶ鼻には伝説が残っており、江戸時代の弘化・嘉永の頃に松川（東磐井郡東山町）の百姓だった三太郎は孝心厚く、藩主の伊達慶邦から愛馬を賜るほどだった。三太郎は妻トリを迎えたが、ひそかに彼を恋い慕っていた長坂村の娘小夜が獅子ヶ鼻から身を投げたといわれ、猊鼻渓の川砂に混じる黒い砂鉄は色黒だった小夜の膚から洗い落ちた物で、渓谷のカワスズメは彼女の化身であるという言い伝えがある。

## 交通
- JR大船渡線「猊鼻渓駅」下車
- 東磐交通げいび渓線 ：一関駅～げいび渓入口～摺沢駅前間に乗車

## ギャラリー

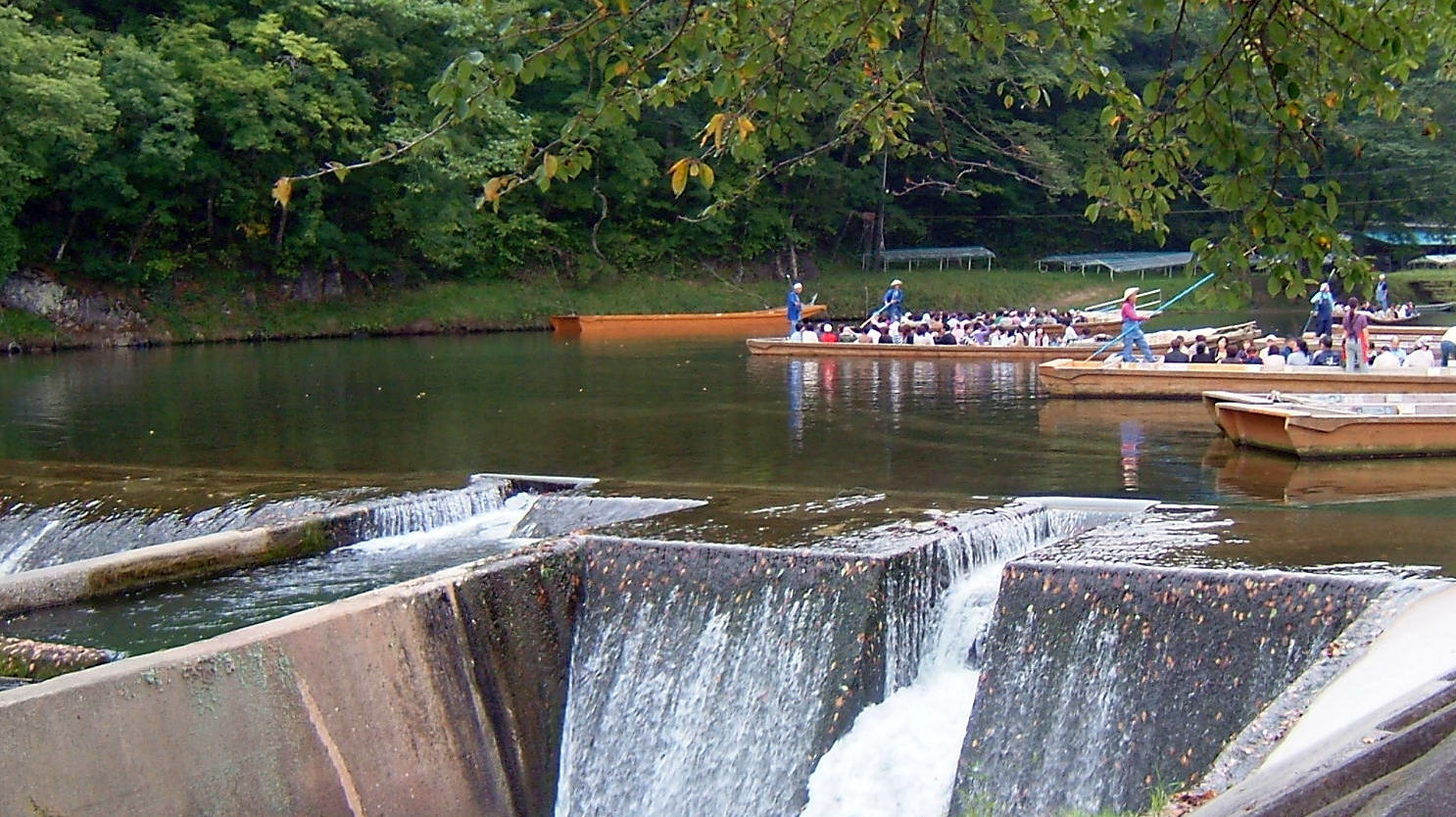
猊鼻渓船乗り場
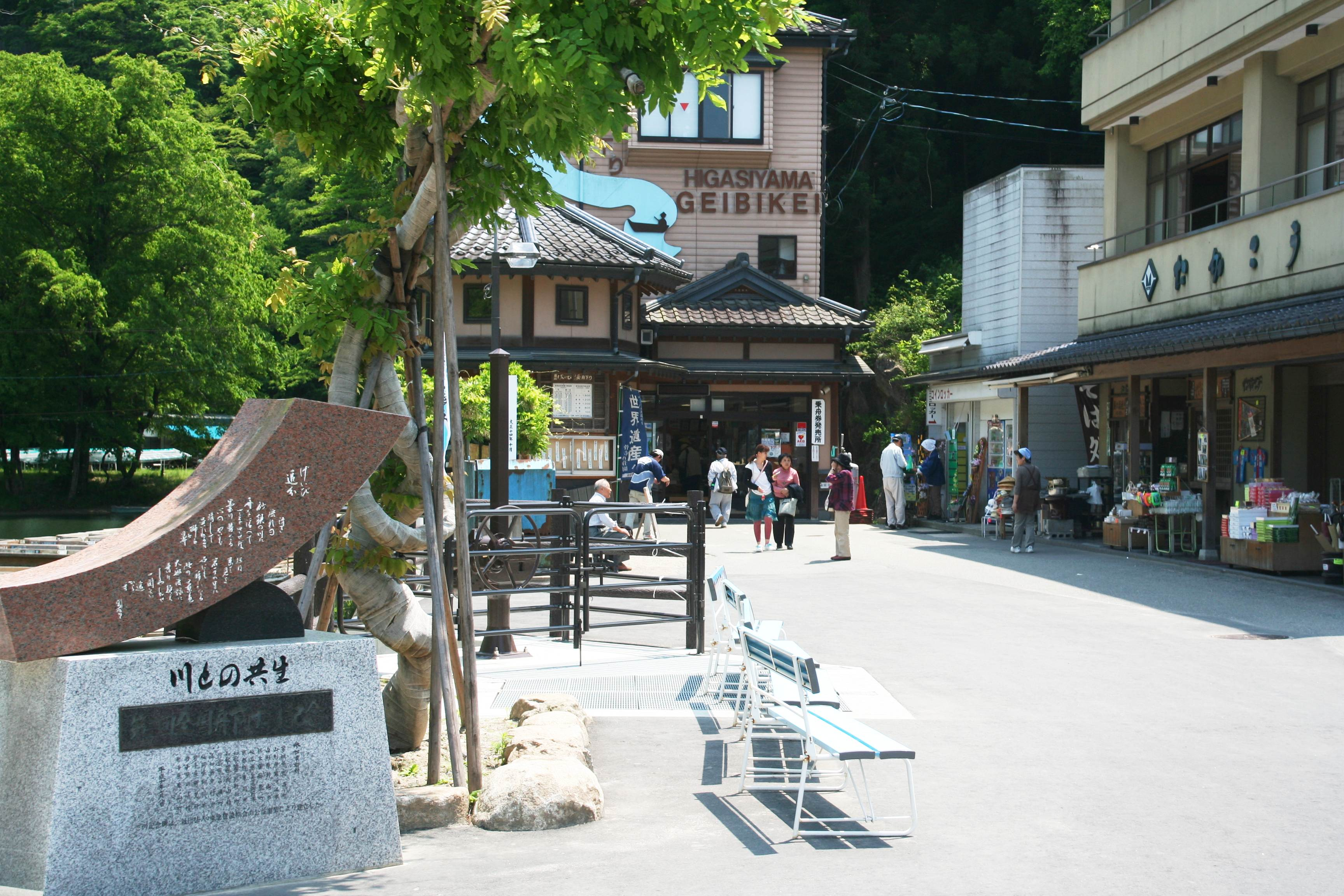
乗舟券発売所
猊鼻渓の舟下り
猊鼻渓の舟下り、雨天時は舟に屋根がある
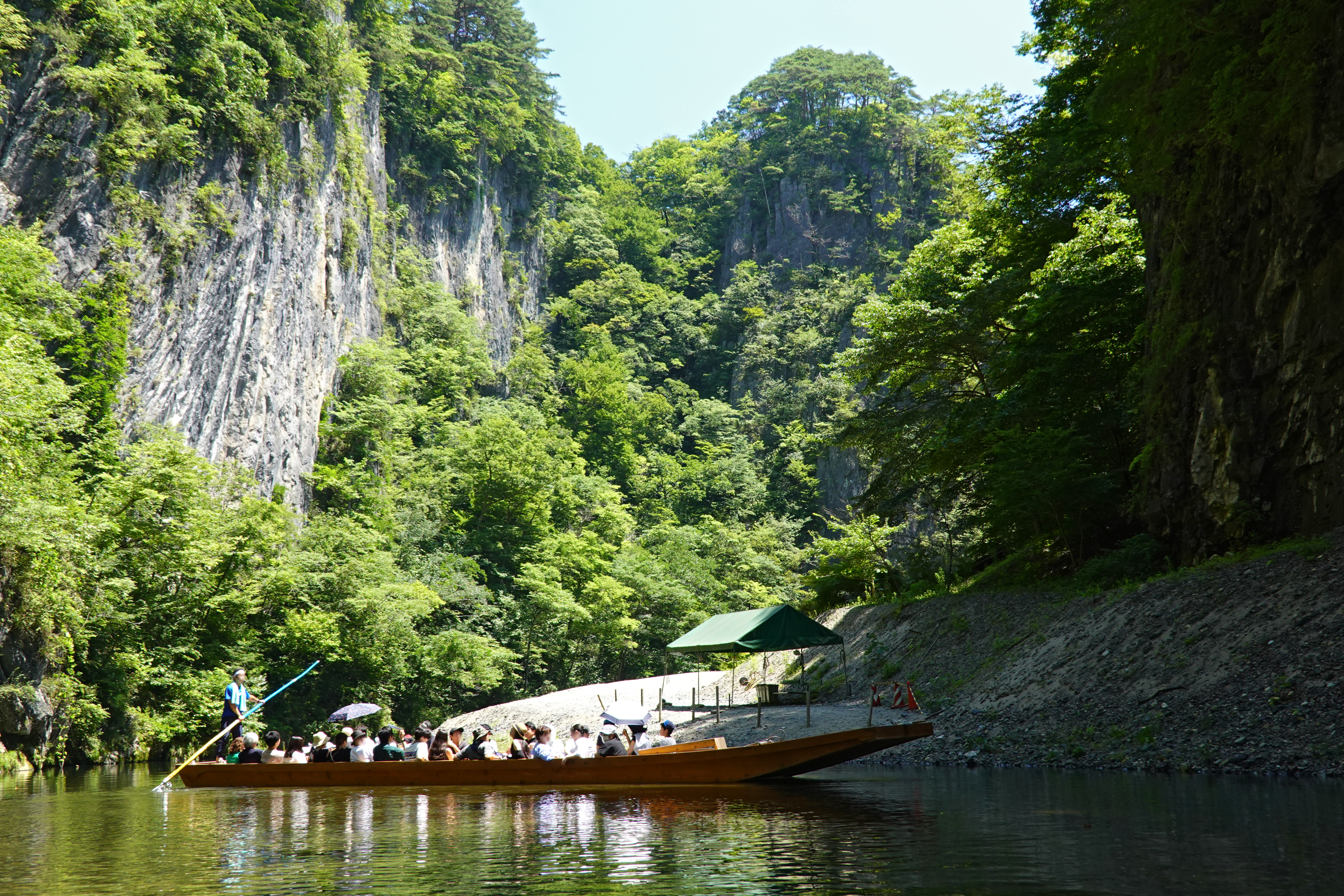
舟下り
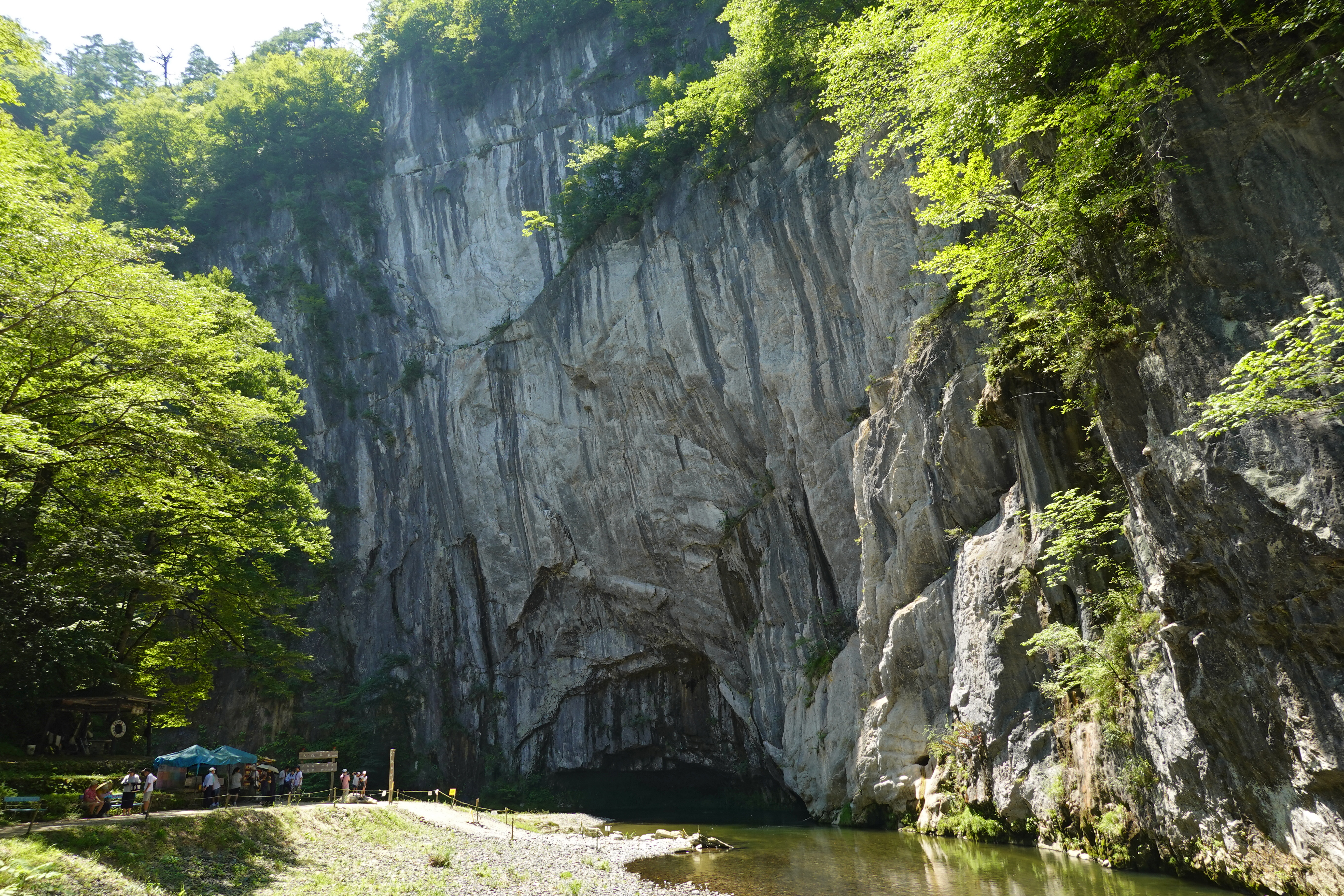
石灰岩

## 周辺

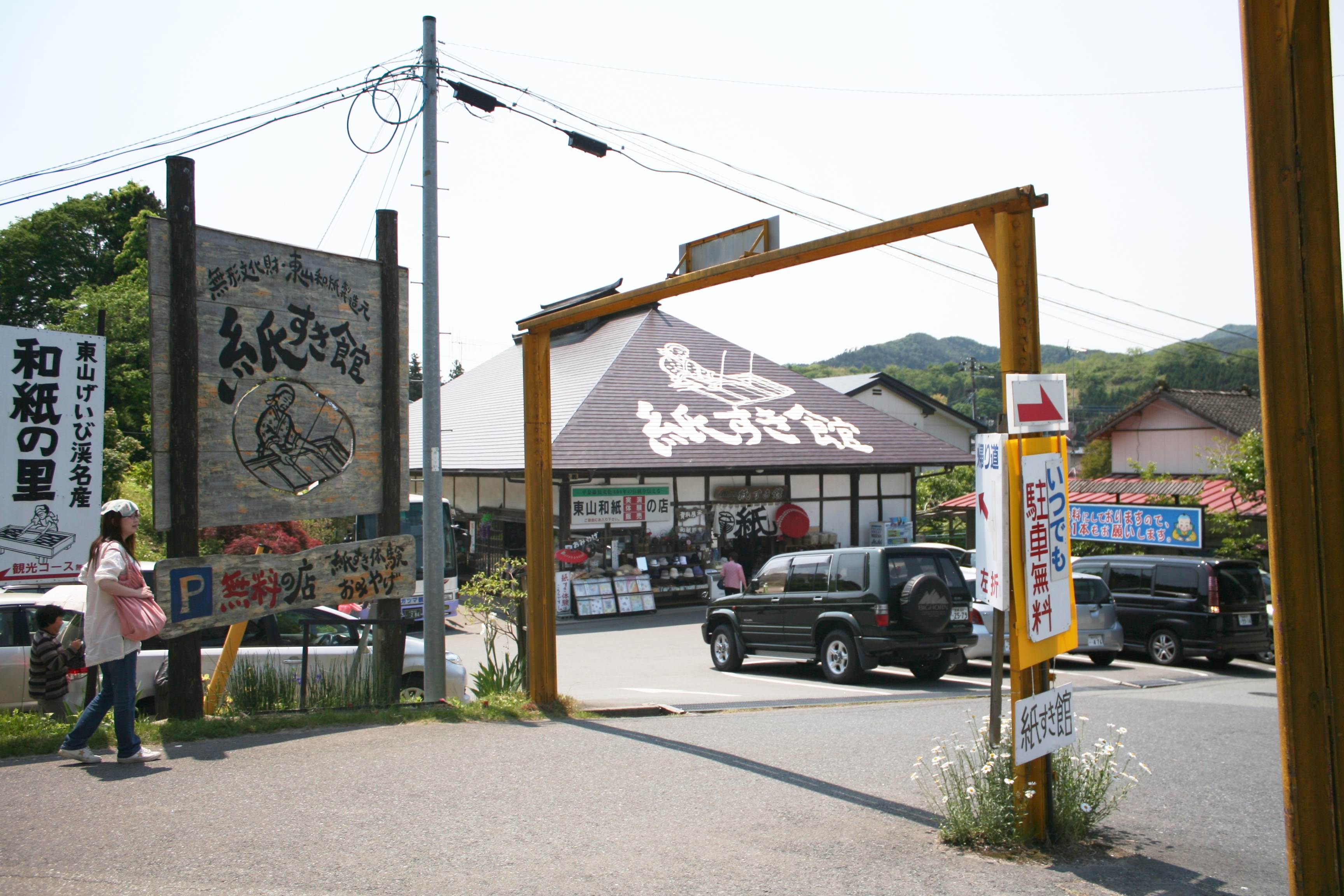
東山和紙「紙すき館」

- 東山和紙「紙すき館」
- 幽玄洞
- 石と賢治のミュージアム